# Lago Segozero
Il lago Segozero (in russo Сегозеро?, in finnico: Seesjärvi) è un grande lago d'acqua dolce sito nel territorio dei rajon Medvež'egorskij e Segežskij della Repubblica di Carelia, nella Russia nordoccidentale. Appartiene al bacino del Mar Bianco.
Dal lago ha origine il fiume Segeža, immissario del lago Vygozero; sulle sponde di questo corso d'acqua è stata costruita una centrale idroelettrica che ha portato come conseguenza l'aumento dell'area del lago che da 815 km² è salita a 906 km². Immissario principale è il fiume Voloma. Ci sono più di 70 isole sul lago, la cui superficie totale è di 29,2 km². Predominano coste elevate, rocciose, quasi interamente ricoperte da boschi di conifere, quasi disabitate e di difficile accesso.
Le acque del lago Segozero sono gelate, mediamente, da dicembre a maggio.